# Brigitte Ntiamoah
Brigitte Ntiamoah (Francia, 5 de marzo de 1994) es una atleta francesa, especialista en la prueba de 4 × 400 m en la que llegó a ser subcampeona europea en 2016.

## Carrera deportiva
En el Campeonato Europeo de Atletismo de 2016 ganó la medalla de plata en los relevos de 4x400 metros, con un tiempo de 3:25.96 segundos, llegando a meta tras Reino Unido (oro) y por delante de Italia (bronce), siendo sus compañeras de equipo: Phara Anacharsis, Marie Gayot y Floria Guei.